# Édouard Peltzer

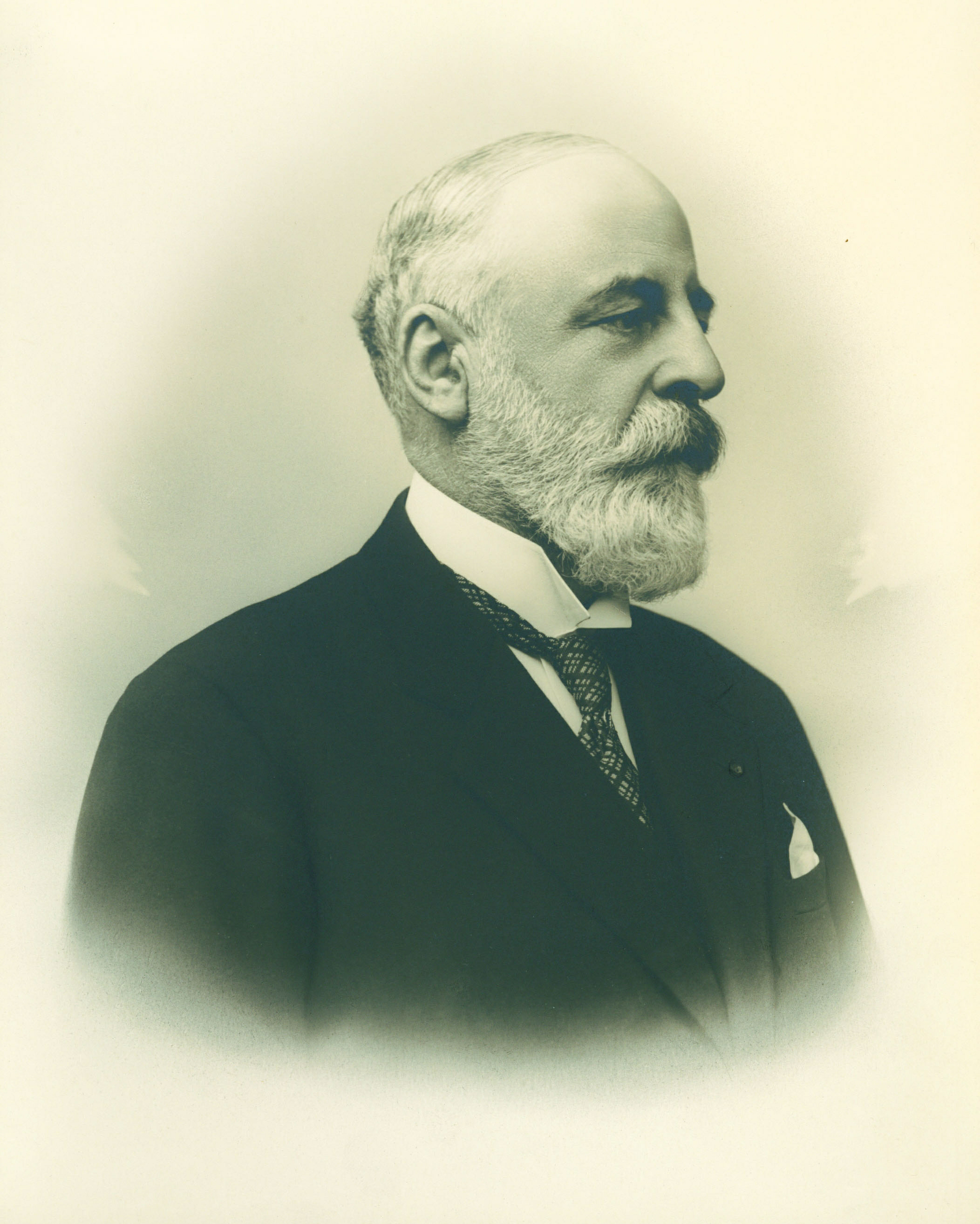
Edouard Peltzer de Clermont

Édouard Henri Alexander Peltzer (* 17. März 1859 in Verviers; † 8. April 1934 ebenda) war ein belgischer Tuchfabrikant und Politiker.

## Leben und Wirken
Édouard Peltzer war der Sohn von Paul Nicolas Édouard Peltzer (1829–1903) und der Mathilde Simons (1839–1901) sowie Bruder von Olga Zanders, geb. Peltzer und Schwager von Paul von Andreae.

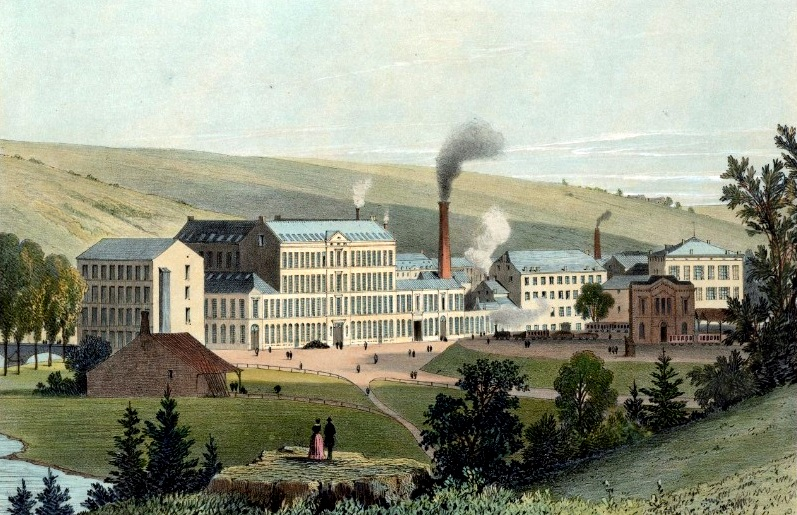
Tuchfabrik Peltzer in Verviers vor 1890
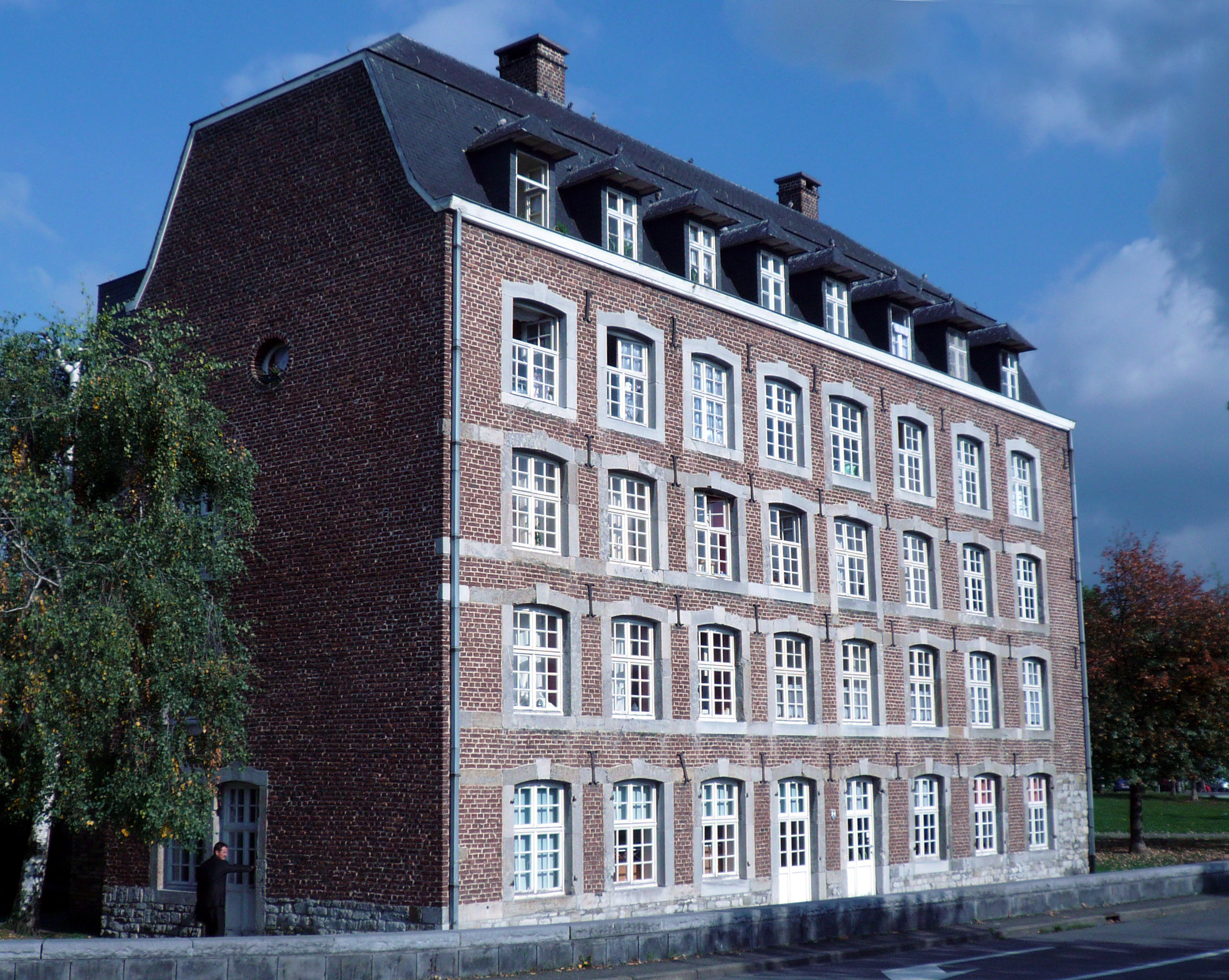
Ehem. Tuchmanufabrik, Verviers (2005)

Édouards Urgroßvater Johann Heinrich Peltzer, der aus der Stolberger Linie der protestantischen Kupfermeisterfamilie Peltzer abstammte, hatte 1785 die „Tuchfabrik Peltzer“ in Verviers gegründet, die sein Sohn Henri Édouard als „Lieutenant & Peltzer“ und seine Enkel Guillaume Auguste (1831–1893) und Édouards Vater Paul Nicolas Édouard Peltzer als „Peltzer & Fils“ weiterführten. Das Unternehmen, das sich auf die Herstellung von Wollstoffen und Leder spezialisiert hatte, war im Laufe der Jahre um Werke in Gérardchamps in Verviers, Renoupré bei Andrimont und „Peltzer et Fils“ in Eupen sowie um Filialen in Buenos Aires, Brüssel und seit 1885 in Tschenstochau (Polen; zu jener Zeit Russland) erweitert worden.
Nach erfolgter Ausbildung zum Ingenieur und dem Tod seines Vaters und seiner beiden Onkeln übernahm Édouard Peltzer die Leitung des Familienbetriebs und wandelte diesen 1931 in eine Aktiengesellschaft nach belgischem Recht (Société  Anonyme / S.A.) um, die 1965 von der Firma Iwan Simonis mit dem neuen Schwerpunkt exklusive Bettwäsche und kostbare Billardtuche übernommen wurde.
Peltzer war Mitglied der „Société industrielle et commerciale de Verviers“ („Industrie- und Handelsgesellschaft Verviers“) und mehrere Jahre Präsident dieser Gesellschaft, die 1863 unter anderen von seinem Onkel und ersten Präsidenten Henri Philippe Peltzer mitgegründet worden war auf Édouards Initiative hin im Jahr 1923 mit der Handelskammer Verviers fusionierte.
Darüber hinaus war er zudem politisch aktiv und saß von 1886 bis 1892 im Provinzialrat der Provinz Lüttich. Im Jahr 1905 wurde er für die 1846 gegründete Liberale Partei Belgiens (Parti libéral, diese ging 1961 in das Mouvement Réformateur über) zum Senator für den Bezirk Verviers gewählt und hatte dieses Mandat bis 1921 inne.
Peltzer war verheiratet mit Anne de Clermont (1843–1938) aus Paris; die Ehe blieb kinderlos. Das Ehepaar zählte zu den reichsten Bürgern der Region und setzte ein Großteil seines Vermögens für soziale Projekte ein.

## Châteaux Peltzer

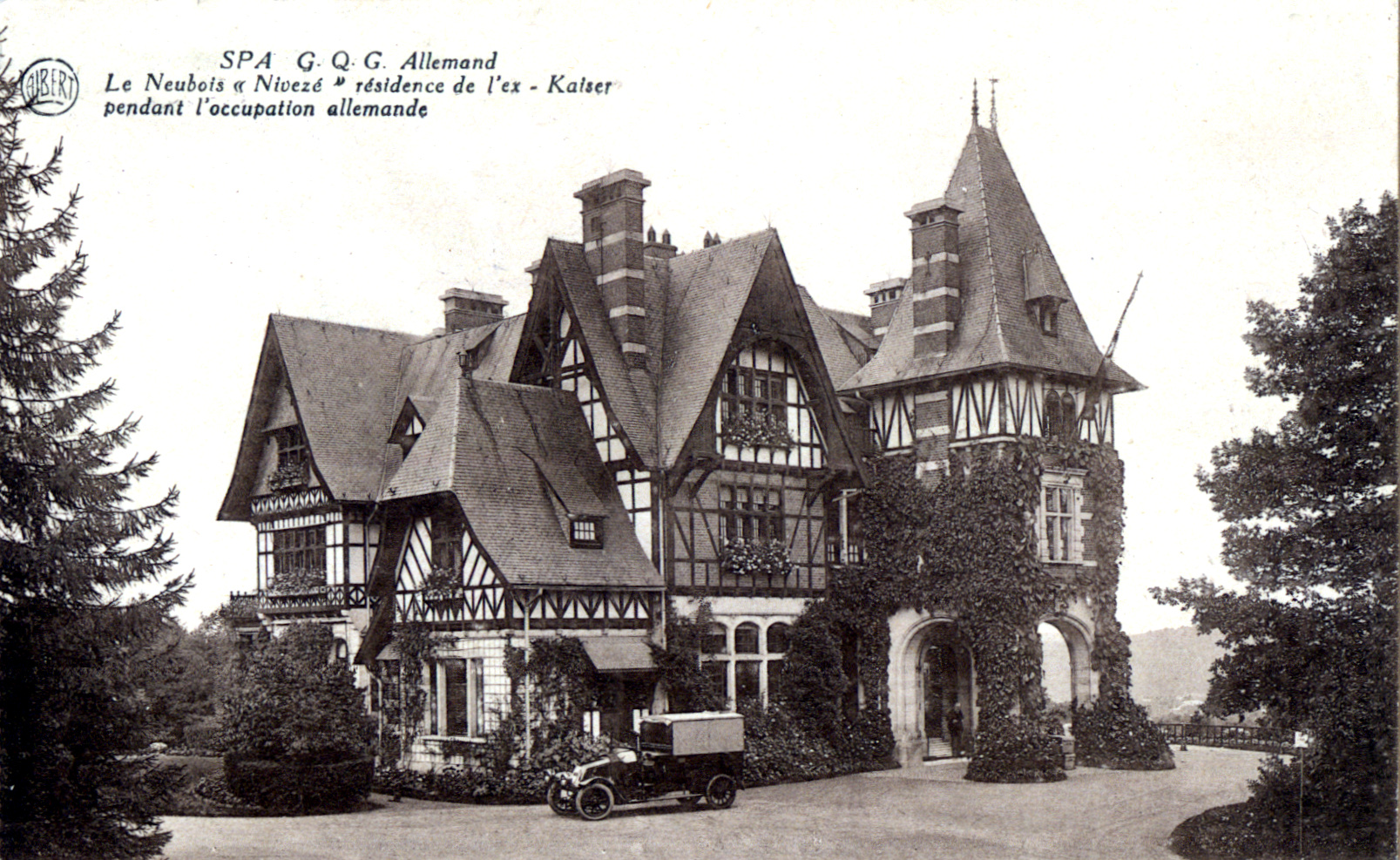
Villa Neubois in Spa

Zusammen mit seinen vier Vettern, den Söhnen seines Onkels Auguste Guillaume Peltzer, erwarb Édouard Peltzer 1896 das 100 Hektar große Grundstück „Domaine de Nivezé“, das zuvor dem Industriellen Edmond Joseph Adolphe Simonis gehört hatte. Es gliederte sich in fünf Parzellen, von denen Édouard Peltzer die 14 Hektar große Parzelle „Le Neubois“ erhielt. Darauf ließ er 1902 als Sommerresidenz eine Villa nach Plänen des Architekten Charles Soubre im anglonormannischen Stil erbauen. In dieser Villa beherbergte er zwischen April bis November 1918 mehrfach den deutschen Kaiser Wilhelm II., der in der Endphase des Ersten Weltkrieges im benachbarten Spa eines seiner Hauptquartiere eingerichtet hatte und in der Villa zu seinem Schutz einen unterirdischen Betonbunker bauen ließ.
Nach dem Krieg wurde die Villa von 1918 bis 1919 zunächst von dem Vorsitzenden der Ständigen Interalliierten Waffenstillstandskommission in Spa, dem französischen General Alphonse Pierre Nudant und anschließend bis 1920 von dem Marschall von Frankreich, Ferdinand Foch, besetzt.
Nach dem Tod von Édouards Frau Anne de Clermont erbte ihre Cousine Adrienne Osterrieth-Peltzer das Areal mit der Villa, die ihrerseits 1957 das Anwesen an den katholischen Verein Foyers de Charité verkaufte. Jahre später gab der Verein das Anwesen auf. Ab 1993 war es ein Nobelrestaurant. Sie wurde dann zu einer der Zweigstellen des Sprachinstituts CERAN.
In Erinnerung an das Ehepaar Peltzer wurde in Spa eine Straße in „Avenue Peltzer de Clermont“ benannt.

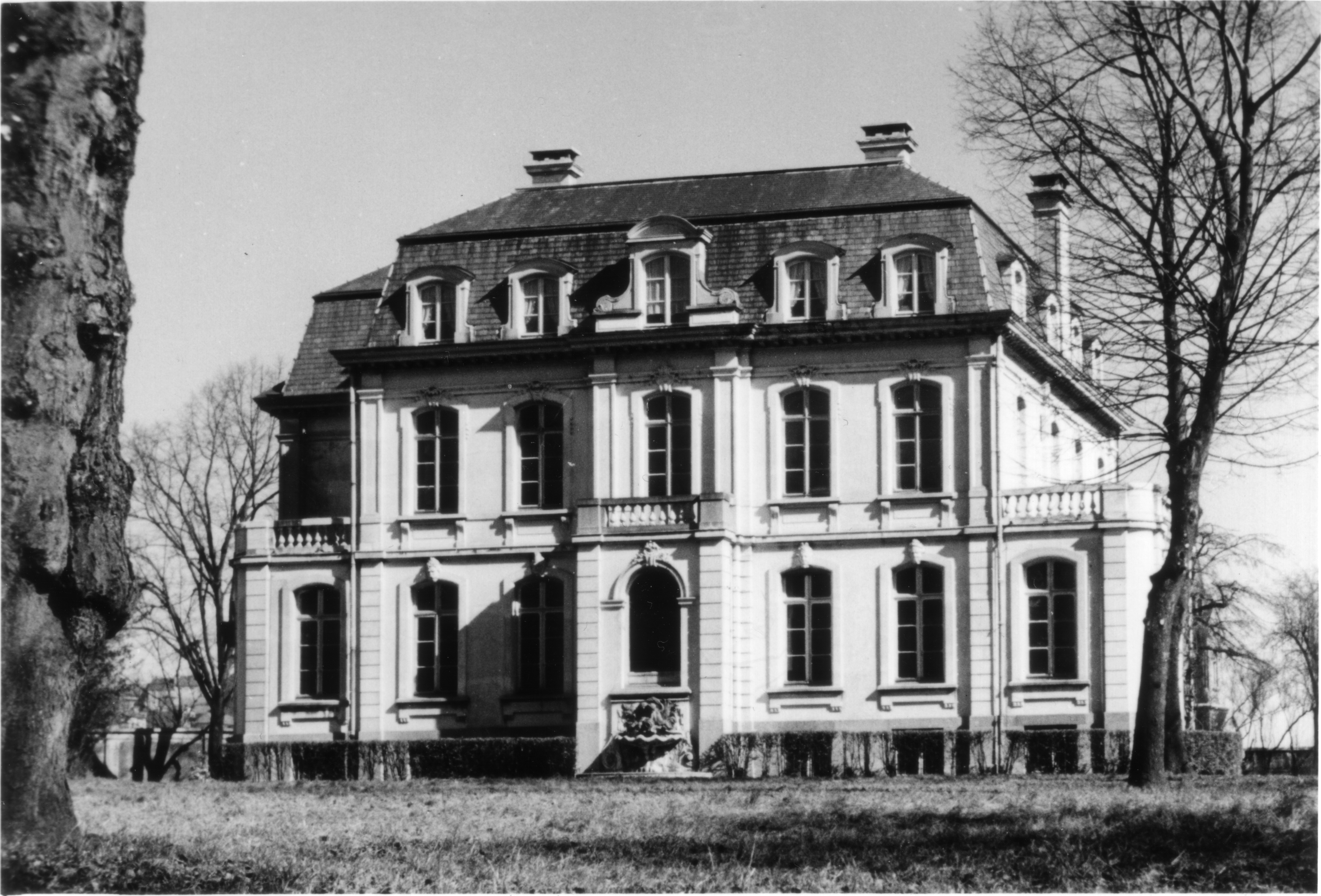
Château Peltzer de Clermont in Verviers

Édouard Peltzers Hauptwohnsitz befand sich weiterhin in Verviers, wo er eine zwischen 1904 und 1906 nach den Plänen des Architekten Auguste-Charles Vivroux (1859–1920) erbaute schlossähnliche Villa besaß. Nach dem Tod seiner Witwe fiel das Anwesen testamentarisch an die Stadt Verviers mit der Auflage, in dieser ein Museum oder eine Schule einzurichten. Der Stadtrat richtete daraufhin dort 1940 eine Lehrwerkstatt für junge Mädchen ein, die 1948 von der Provinz Lüttich übernommen und ein Teil der Provinzschulen für junge Mädchen von Verviers wurde, die jetzt den Namen „IPES Verviers“ („Institut provincial d'enseignement secondaire de Verviers“) tragen. Das Schloss selbst wurde 1963 abgerissen, um Platz für ein modernes Schulgebäude zu machen.
In Erinnerung an die Familie Peltzer wurde auch in Verviers eine Straße in „Rue Peltzer de Clermont“ umbenannt.